# Conophyma ghilarovi
Conophyma ghilarovi is een rechtvleugelig insect uit de familie Dericorythidae. De wetenschappelijke naam van deze soort is voor het eerst geldig gepubliceerd in 1985 door Chernyakhovskij.